# Gustav Adolf Steengracht von Moyland

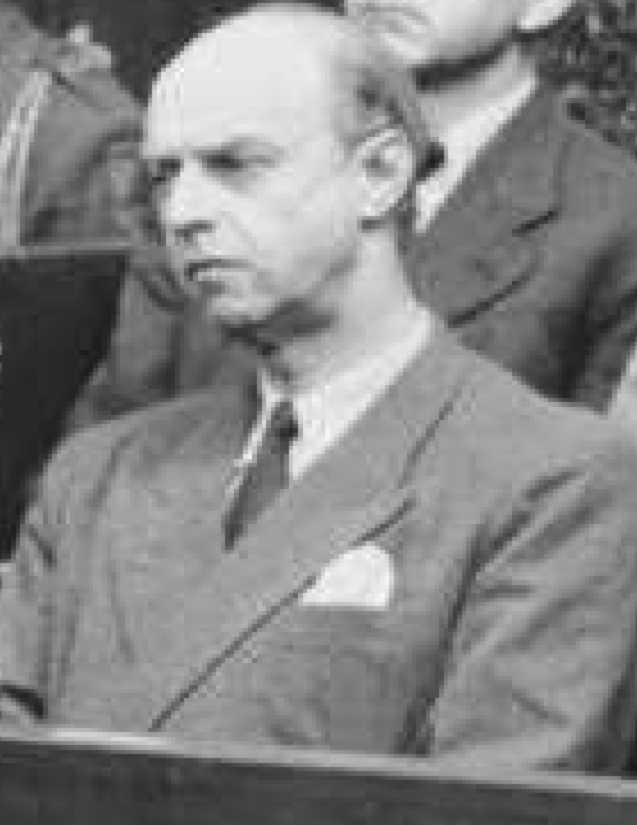
Gustav Adolf Steengracht von Moyland auf der Anklagebank in Nürnberg

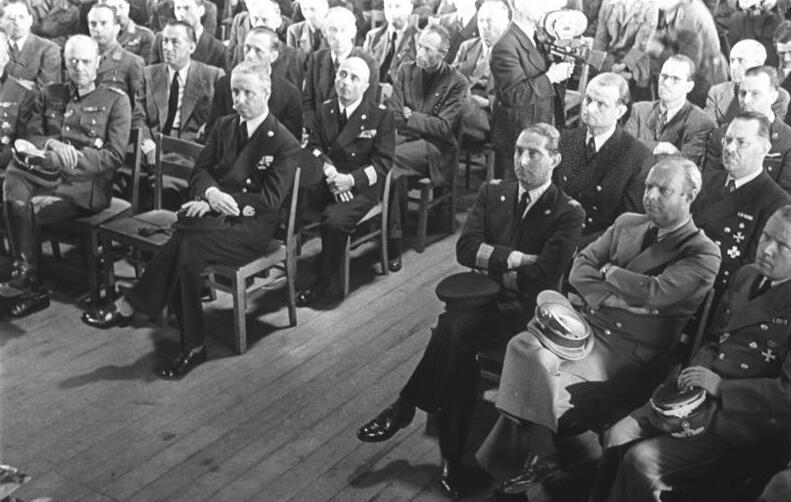
August 1944: Moyland als Zweiter von rechts in der ersten Reihe hört eine Rede von Fritz Sauckel.

Gustav Adolf Steengracht von Moyland (* 15. November 1902 auf Schloss Moyland, Kreis Kleve; † 7. Juli 1969 in Kranenburg (Niederrhein)) war ein deutscher nationalsozialistischer Diplomat und Staatssekretär im Auswärtigen Amt unter Joachim von Ribbentrop.

## Leben
Steengracht studierte Rechtswissenschaft, Agrarwissenschaft und Volkswirtschaftslehre an der Rheinischen Friedrich-Wilhelms-Universität Bonn. Mit Peter Graf Yorck von Wartenburg wurde er 1923 im Corps Borussia Bonn aktiv. Nach Abschluss des Studiums promovierte er 1929 zum Dr. iur.
Im Jahr 1925 wurde er Mitglied des Stahlhelm. Nach Eigenaussage gehörte er jedoch erst seit 1928 dieser Organisation an. 1933 trat er der NSDAP (Mitgliedsnummer 2.837.625) und der SA bei. Im selben Jahr wurde er NS-Kreisbauernführer von Kleve. Von 1936 bis 1938 war er an der Deutschen Botschaft London für die Dienststelle Ribbentrop tätig. Im Oktober 1938 trat er als Legationssekretär seinen Dienst im Auswärtigen Amt an. Von 1940 bis 1943 war er im Persönlichen Stab des Reichsaußenministers Joachim von Ribbentrop, ab 1941 als Stellvertretender Chefadjutant. Am 31. März 1943 wurde er Nachfolger von Staatssekretär Ernst von Weizsäcker. Er blieb bis zum Kriegsende im Amt und war damit der letzte Staatssekretär des Auswärtigen Amts in der Zeit des Nationalsozialismus. Steengracht hatte zuletzt den Rang eines SA-Brigadeführers.
Steengracht kam am 23. Mai 1945 in Flensburg in Automatischen Arrest und wurde in Luxemburg interniert. Er sagte später als Zeuge beim Nürnberger Prozess gegen die Hauptkriegsverbrecher aus, bevor er selbst im Wilhelmstraßen-Prozess angeklagt und als Kriegsverbrecher im April 1949 zu sieben Jahren Haft verurteilt wurde. Er wurde u. a. für schuldig befunden, die Behandlung der im Auftrag der britischen Regierung erfolgten diplomatische Anfrage des Schweizer Gesandten Peter Anton Feldscher vom 12. Mai 1943 beim Auswärtigen Amt, ob Bereitschaft bestünde, 5000 jüdische Kinder aus dem deutschen Herrschaftsbereich nach Palästina ausreisen zu lassen, die amtsintern als Feldscher-Aktion bezeichnet wurde, wissentlich so lange verschleppt zu haben, bis eine Rettung der Kinder unmöglich war. Seine Haftstrafe wurde durch Revision am 12. Dezember 1949 auf fünf Jahre Haft verkürzt, ehe er wegen einer Amnestie schon am 28. Januar 1950 aus dem Kriegsverbrechergefängnis Landsberg entlassen wurde. Anschließend verwaltete er auf Schloss Moyland seinen Besitz. Von 1956 bis 1961 arbeitete er als Rechtsanwalt in Kleve.

## Familie
Gustav Adolf Steengracht von Moyland kam als Sohn des 1834 in Den Haag geborenen niederländischen Adeligen Nicolaas Adriaan Baron Steengracht van Moyland, Heer van Moyland en Till und dessen zweiter Ehefrau Irene Theresa Lidvina Christine Paule Clara, Edle von Kremer-Auenrode im November 1902 in Moyland zur Welt.
Um den ältesten Sohn Hendrik aus seiner ersten Ehe enterben zu können, gab der Baron noch im Geburtsjahr des zweiten Sohnes Gustav Adolf seine niederländische Staatsbürgerschaft auf und wurde Deutscher. Dadurch durfte er jedoch nicht länger den Adelstitel eines niederländischen Barons führen. Dieser Titel ging auf seinen Sohn Hendrik, den Halbbruder von Gustav Adolf, über.
Am 16. Mai 1933 heiratete Gustav Adolf Steengracht in Berlin die am 14. Dezember 1908 in Griva/Lettland geborene Ilsemarie Baronesse von Hahn. Aus der Ehe ging ein Sohn hervor, der am 16. November 1936 in Moyland geborene Nikolaus Adrian. Steengrachts Ehe ging nach dem Krieg in die Brüche; die Scheidung erfolgte am 22. September 1950. Seine Ex-Frau lebte mit dem gemeinsamen Sohn mindestens bis 1952 in Spanien.